# Body Rock
Body Rock is een Amerikaanse muziekfilm uit 1984 geregisseerd door Marcelo Epstein en gedistribueerd door New World Pictures. De film kreeg voornamelijk negatieve kritieken.

## Synopsis
Chilly is lid van "The Body Rock", een New Yorkse vriendengroep die voornamelijk op straat leeft. De vrienden proberen geld te verdienen met breakdancen en rap. Chilly wordt gespot door een talentscout en wordt professioneel danser in een nachtclub. Dat opent voor hem een wereld naar weelde en beroemdheid, maar daardoor verloochent hij zijn vrienden en afkomst.

## Rolverdeling
| Acteur            | Personage       |
| ----------------- | --------------- |
| Lorenzo Lamas     | "Chilly"        |
| Vicki Frederick   | Claire          |
| Cameron Dye       | "E-Z"           |
| Michelle Nicastro | Darlene         |
| Ray Sharkey       | Terrence        |
| Seth Kaufman      | Jama            |
| Rene Elizondo     | "Snake"         |
| Grace Zabriskie   | Chilly's mother |

## Muziek
| Nr. | Titel                                             | Duur |
| --- | ------------------------------------------------- | ---- |
| 1.  | Body Rock (Maria Vidal)                           | 3:40 |
| 2.  | Teamwork (David Lasley)                           | 3:35 |
| 3.  | Why You Wanna Break My Heart? (Dwight Twilley)    | 3:43 |
| 4.  | One Thing Leads to Another (Roberta Flack)        | 3:58 |
| 5.  | Let Your Body Rock (Don't Stop) (Ralph MacDonald) | 3:20 |
| 6.  | Vanishing Point (Baxter Robertson)                | 3:01 |
| 7.  | Sharpshooter (Laura Branigan)                     | 4:17 |
| 8.  | The Jungle (Ashford & Simpson)                    | 2:53 |
| 9.  | Deliver (Martin Briley)                           | 3:20 |
| 10. | The Closest to Love (Ashford & Simpson)           | 4:03 |

| Nr. | Titel                                           | Duur |
| --- | ----------------------------------------------- | ---- |
| 11. | Do You Know Who I Am? (Ashford & Simpson)       | 3:00 |
| 12. | Smooth Talker (Lorenzo Lamas)                   | 3:31 |
| 13. | Fools Like Me (Lorenzo Lamas)                   | 3:00 |
| 14. | Body Rock (Dance Mix) (Maria Vidal)             | 6:24 |
| 15. | Body Rock (Dub Mix) (Maria Vidal)               | 4:26 |
| 16. | Body Rock (Disco Purrfection Mix) (Maria Vidal) | 9:51 |

## Nominaties
| Prijs                        | Categorie                | Ontvanger(s)                                        | Resultaat   |
| ---------------------------- | ------------------------ | --------------------------------------------------- | ----------- |
| Golden Raspberry Awards 1984 | Slechtste acteur         | Lorenzo Lamas                                       | Genomineerd |
| Golden Raspberry Awards 1984 | Slechtste originele lied | Smooth Talker (van Michael Sembello en Mark Hudson) | Genomineerd |